# كينيشي إيتو
رياضي ياباني من مدينة طوكيو ولد يوم مايو 8 سنة 1982، وهو حامل الرقم القياسي العالمي غينيس للركض على أطرافه الأربعة مسافة 100 متر بتوقيت 15.71 ثانية، وتم توثيق الحدث في حديقة كومازاوا الاولمبية في طوكيو يوم 6 نوفمبر 2015 حيث تمكن من التغلب على الرقم القياسي السابق والمحقق من قبل كاتسومي تاماكوشي بتوقيت 15.86 ثانية، جدير بالذكر أن إيتو كان يملك أسرع وقت في تاريخ 14 نوفمبر 2013 بتقدير 16.84 ثانية ووقت 18.68 ثانية في سنة 2008 أيضا. كرس إيتو تسعة سنوات من عمره لدراسة حركة الحيوانات مثل القردة، كان يعمل بوظيفة بواب، وخلال ادائه لمهامه بالعمل كان يمسح الأرض وهو على اطرافه الاربعة للتدرب على تقنية الركض المذكورة. يعمل إيتو في شركة تتعامل مع الطاقة الشمسية منذ إشهار 2016. يمكن ان ينظر اليه وهو يطارد رجل في فيديو غنائي لفرقة The Jezabels.